# Маяк острова Бун
Маяк острова Бун (англ. Boon Island Light) — маяк, расположенный на небольшом острове Бун в 11,5 км от побережья, округ Йорк, штат Мэн, США. Построен в 1811 году. Автоматизирован в 1980 году. Является самым высоким маяком штата Мэн и всей Новой Англии, 25-й по высоте маяк страны.

## История
О необходимости маяка небольшом острове Бун впервые заговорили в 1710 году, когда корабль Ноттингем Галли (англ. Nottingham Galley) сел на мель неподалеку. На корабле были зафиксированы случаи каннибализма. В 1811 году на острове была построена гранитная башня и маяк был введен в эксплуатацию. Однако башня была разрушена в результате шторма. Остров стал пользоваться дурной репутацией. Легенда гласила, что вошедший внутрь маяка впоследствии неизбежно прибегнет к каннибализму, после чего будет поражен молнией. Современная цилиндрическая башня из серого гранита была построена в 1855 году и была оборудована линзой Френеля. Работа на маяке считалась опасной из-за частых штормов. В 1978 году маяк вновь пострадал от непогоды, на этот раз от снежной бури: от башни откололись несколько камней, а жилища хранителей и прочие постройки были смыты в море. В результате, маяк был автоматизирован Береговой охраной США в 1980 году. В настоящее время маяк работает на солнечной энергии.
В 1988 году он был включен в Национальный реестр исторических мест.
В 2014 году маяк был продан за 78 000$ частному лицу.

## Фотографии

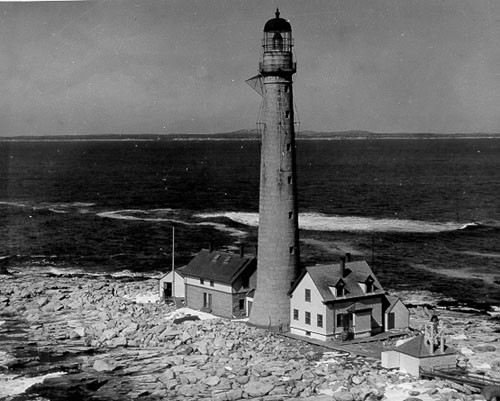
Вид до снежной бури 1978 года
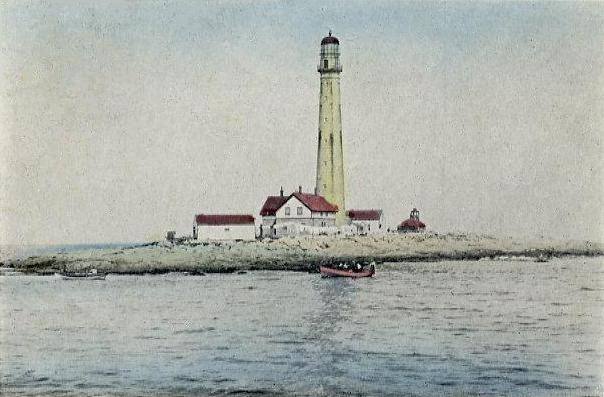
Картинка 1911 года